# Into the Rush
Into the Rush es el álbum debut de Aly & AJ. La versión original fue lanzada el 16 de agosto de 2005. Incluye 14 canciones con los singles, "Rush" ,“No One",”On the Ride”", "Do You Believe in Magic” y "Walking on Sunshine”. Una edición especial fue lanzada el 8 de agosto de 2006, incluyendo 3 canciones nuevas, 2 remixes y un DVD con videos musicales.[cita requerida]
El álbum vendió 800 000 copias y fue certificado por la RIAA 
El 20 de marzo de 2006 por 500 000 copias vendidas.

## Canciones
1. ”Rush”– 3:11
2. ”No One” – 2:58
3. "Collapsed" – 2:57
4. Something More" – 3:40
5. "On the Ride" – 3:31
6. "Speak for Myself" – 3:10
7. "Out of the Blue" – 2:58
8. "In a Second" – 3:35
9. "I Am One of Them" – 3:25
10. "Sticks and Stones" – 3:47
11. "Protecting Me" – 2:59
12. "Slow Down" – 3:55
13. "Do You Believe in Magic?" – 2:14
14. "Walking on Sunshine" – 3:54

Edición Cristiana
14. Never Far Behind
Edición Especial  
CD 
- "Chemicals React" – 2:55
- "Shine" – 3:25
- "Never Far Behind" – 3:19
- "Something More” [New Version] – 3:36
- "Collapsed" [new version] – 2:53
- "Rush" – 3:11
- "No One" – 2:58
- "On the Ride" – 3:31
- "In a Second" – 3:35
- "Speak for Myself" – 3:10
- "Out of the Blue" – 2:58
- "I Am One of Them" – 3:25
- "Sticks and Stones" – 3:47
- "Protecting Me" – 2:59
- "Slow Down" – 3:55
- "Do You Believe in Magic" – 2:14
- "Walking on Sunshine" – 3:54

DVD
- "Chemicals React" [Video musical]
- "Chemicals React" [Video Animado]
- "Rush"
- "On the Ride" [Target Special Bonus]

## Críticas
Fran Grauman de about.com le dio al álbum 4 estrellas de 5, llamándolas talentosas y llenas de experiencia. Allmusic consideró que "no tendrán futuro con demasiadas baladas ", obteniendo 2.5 estrellas[cita requerida]. AMG estimó que tienen mucha habilidad vocal, mencionando que "Aly & AJ pueden cantar a pesar de salir de Disney no como Hayden Panettiere o Caleigh Peters—"[cita requerida]. A su vez, la crítica consideró que "Into the Rush es “escuchable” y que puede ser más memorable que otros artistas de Disney.
El álbum combinado con la Edición Especial tuvo el lugar 112 entre los más vendidos en Estados Unidos en el 2006.

## Sencillos
Cuentan con dos sencillos del álbum, uno de la edición estándar "Rush” y uno de la edición especial "Chemicals React". Además salieron otros sencillos como:
- "Do You Believe in Magic" fue el primer sencillo antes de "Rush" y considerada sencillo en Radio Disney y iTunes salió a la venta como sencillo digital. En el video musical aparecen Aly y AJ en una habitación tocando sus guitarras.
- "No One" fue considerado sencillo por Radio Disney . En el video aparecen escenas de Sueños Sobre Hielo la película, con las chicas en una casa, tocando sus guitarras también. Es la canción official de la Copa FIFA Confederaciones 2005 en Alemania.
- "Walking on Sunshine " fue un cover de Katrina and The Waves fue el tercer y último sencillo antes del lanzamiento de "Rush". El video musical se ven a las chicas en una habitación blanca tocando sus guitarras y además escenas de "Herbie: Fully Loaded".
- "Rush" fue el primer sencillo oficial del dúo . Fue lanzada en Radio Disney en octubre de 2005, pero el sencillo tuvo un gran éxito en febrero de 2006. Un poco después, se produjeron dos videos para la canción, uno para Disney Channel y otro para la televisión dirigidos por Marc Webb ambos.
- "Never Far Behind" fue el primer sencillo que no fue lanzado en Radio Disney, éste fue emitido en radios Cristianas en marzo de 2006. Además, fue el primer sencillo que no tuvo video musical.
- "On the Ride" fue el cuarto sencillo que solo se lanzó en Disney al mismo tiempo que "Never Far Behind". "On the Ride" fue lanzada con Cow Belles la película original de Disney Channel donde las chicas, tienen el protagónico. El video musical tiene escenas de dicha película.
- "Chemicals React" es el Segundo sencillo promocionando la Edición Especial de “Into the Rush”. El video musical fue dirigido por Chris Applebaum y presenta a Aly & AJ en un escenario.
- "Shine" fue lanzado un poco después de “Chemicals React”.
- Una nueva versión de "Something More” fue el último sencillo de “Into The Rush” en general.

## Apariciones en televisión
Muchas canciones de “Into The Rush” aparecieron en televisión, CD’S y videojuegos.
- "Protecting Me" (en “Phil del Futuro”)
- On the Ride" (en La película Original Disney Channel, Cowbelles).
- "No One" (en el soundtrack de “Ice Princess” y la transmissión de la Copa Confederaciones 2005 en ESPN y Univision)
- "Rush" (En el videojego “Bratz Rock Angelz”, en la película original Disney Channel, Twitches y en el CD, Disney Girlz Rock)
- “Walking On Sunshine( en “Herbie:Fully Loaded”)
- ”Do You Believe In Magic” (en la película original Disney Channel Now You See It.. y en “The Game Plan” protagonizada por Madison Pettis)

## Posicionamiento
| Álbum                          | Chart              | Posición | Ventas en EUA |
| ------------------------------ | ------------------ | -------- | ------------- |
| Into the Rush                  | U.S. Billboard 200 | 36 (2)   | 800 000       |
| Into the Rush [Deluxe Edition] | U.S. Billboard 200 | 39 (1)   |               |

## Fechas de lanzamiento

### Edición Standard
| País           | Fecha                | Disquera          |
| -------------- | -------------------- | ----------------- |
| Estados Unidos | 16 de agosto de 2005 | Hollywood Records |
| Japón          | 8 de febrero de 2006 | Avex Trax         |
| México         | 20 de agosto de 2006 | Hollywood Records |

### Edición Especial
| País           | Fecha               | Disquera          |
| -------------- | ------------------- | ----------------- |
| Estados Unidos | 8 de agosto de 2006 | Hollywood Records |
| México         | 15 de mayo de 2008  | Hollywood Records |